# Tsiigehtchic
Tsiigehtchic ("boca do rio de ferro") (oficialmente Community Charter of Tsiigehtchic) é uma comunidade Gwich'in localizada na confluência do Rio Mackenzie e o Arctic Red, na Região de Inuvik, Territórios do Noroeste, Canadá. A comunidade foi formada primeiramente com o nome de Arctic Red River, e ficou com esse nome até 1 de abril de 1994. 